# مكتبة الملك عبد العزيز بالمدينة المنورة
مكتبة الملك عبد العزيز مكتبة عامة تقع في المدينة المنورة. تعد المكتبة أكبر المكتبات التابعة لوزارة الشؤون الإسلامية والدعوة والإرشاد. تحتضن المكتبة 14.246 مخطوط أصلي وعدد كبير من المصاحف المخطوطة بلغ عددها 1878 مصحفاً وعدد 84 ربعة قرآنية، بالإضافة إلى 25.000 كتاب نادر وحوالي 90.000 مطبوع حديث والعديد من المقتنيات الأثرية. وضع حجر الأساس لمشروع المكتبة عام 1393 هـ الموافق 1973م من قبل الملك فيصل بن عبدالعزيز آل سعود وقام بافتتاحها الملك فهد بن عبدالعزيز آل سعود عام 1403 هـ الموافق 1982م. نقلت المكتبة بما فيها من مكتبات وقفية إلى مقر جديد في الجامعة الإسلامية.

## الأقسام
- مكتبة المصحف الشريف: يحوي القسم على عدد كبير من مخطوطـات القرآن الكريم بلغ عددها 1878 مصحفاً و84 ربعة قرآنية. يعود تاريخ أقدم مصحف مخطوط بالمكتبة إلى عام 488 هـ وهو بخط علي بن محمد البطليوسي وقد كتب على رق الغزال، ويتلوه مصحف كتب عام 549 هـ وهو بخط أبي سعد محمد إسماعيل بن محمد، وأهدي عام 1253 هـ. ومن مخطوطات المصاحف المتميزة بالمكتبة مصحف مخطوط بخط غلام محي الدين سنة 1240 هـ. تحفظ المصاحف داخل خزانات خاصة بها مصنوعة من الخشب.
- المخطوطات: تضم المكتبة 15.722 مخطوط أصلية.
- الكتب النادرة: تضم المكتبة ضمن مجموعاتها الخاصة عدد من الكتب النادرة خصص لها قاعة مستقلة، يبلغ مجموعها 25.000 كتاب.
- المطبوعات الحديثة:  تبلغ أعدادها 70.000 كتاب، خصص لها قاعة مفتوحة غطت مساحة الطابق الثاني كاملاً.
- الرسائل الجامعية: تقتني المكتبة نسخة من القرص المدمج الخاص بقاعدة الرسائل الجامعية الذي اخرجه مركز الملك فيصل للبحوث والدراسات الإسلامية.
- الدوريات العلمية.
- المكتبات الموقوفة: تضم المكتبة أربعاً وثلاثين مجموعة موقوفة تمثل مكتبة المصحف الشريف ومكتبة الشيخ عارف حكمت، ومكتبة المحمودية، ومكتبة المدينة المنورة العامة، ومكتبات مدارس: الإحسانية، والساقزلي، والشفاء، والعرفانية، والقازانية، وكيلي ناظري، بإضافة إلى مكتبات: رباط الجبرت، ورباط سيدنا عثمان، ورباط قرة باش، ورباط بشير آغا، ومكتبات لبعض علماء المدينة المنورة أمثال الشيخ محمد إبراهيم الختني، والشيخ عبد القادر شلبي، والشيخ عبد الرحمن الصافي، والشيخ عمر حمدان، والشيخ محمد نور كتبي، والسيد حسن كتبي، والشيخ محمد الخضر الشنقيطي، والشيخ عبد الرحمن الخيال، والشيخ عبد القادر الجزائري، و الشيخ عمار الأزعر الهلا لي، الشريف عبد العزيز محمد المراكشي، والسيد عباس أحمد صقر الحسيني، الدكتور محمد أحمد الرويثي، الشيخ محمد على المويلحي، الشيخ سالم أسعد نعمان.[2]